# Фельдъегерский корпус

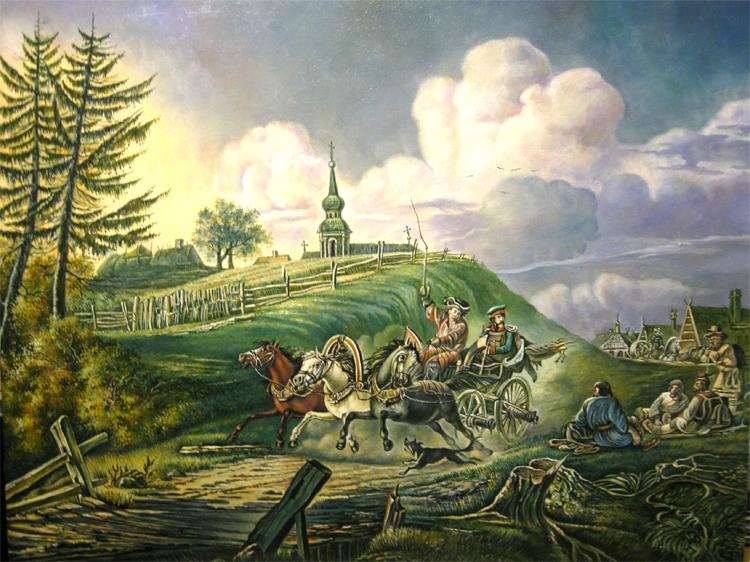
А. О. Орловский. Тройка (Фельдъегерь), 1812 год.

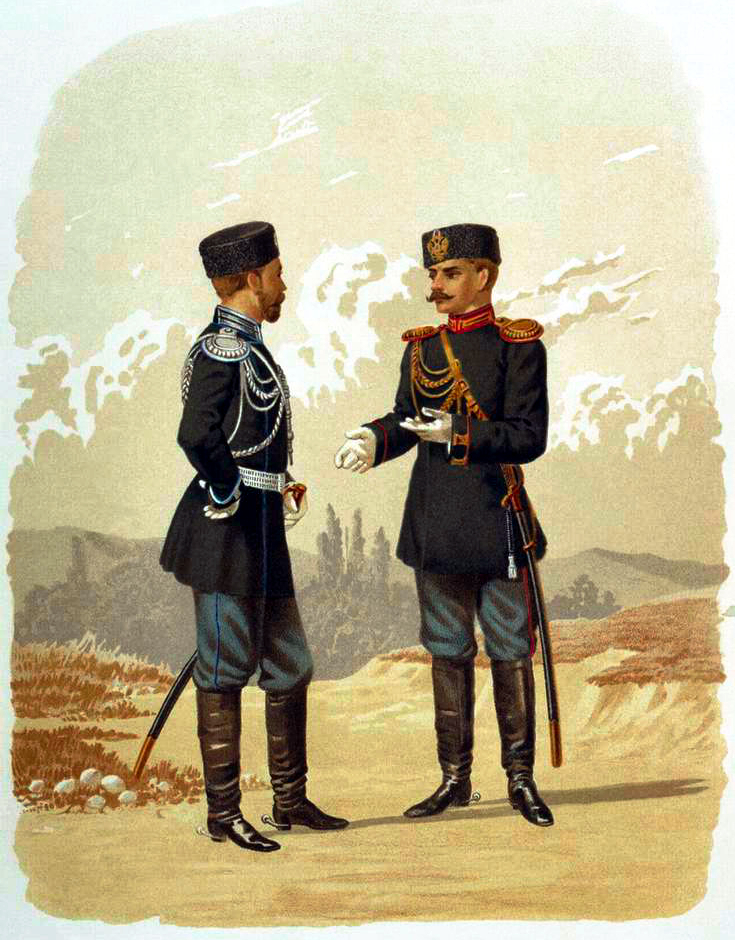
Корпус Военных Топографов и Корпус Фельдегерьский. Обер-Офицеры в парадной форме. 1881 год.

Фельдъе́герский ко́рпус — отдельное формирование (корпус, воинская часть) специального назначения вспомогательных войск Вооружённых сил Российской империи, существовавшее в 1796—1918 годах.
Корпус предназначался для несения фельдъегерской и военно-курьерской службы связи и выполнения специальных поручений Его Императорского Величества. Девиз — «Промедлить — значит потерять честь!». Штаб-квартира Отдельного фельдъегерского корпуса Его Императорского Величества до 1918 года: город Санкт-Петербург, Набережная реки Фонтанки, дом № 90.

## История
17 (28) декабря 1796 года, Император Всероссийский Павел I подписал Указ о создании отдельного фельдъегерского корпуса — специальной группы, предназначенной для несения военно-курьерской службы связи и выполнения специальных поручений императора Всероссийского, в составе одного офицера и 13 фельдъегерей, начальником (старшим) был назначен, 10 декабря, гвардейский унтер-офицер Шелганин произведённый в армейские капитаны.

«Преображенского полка унтер-офицер Шелганин произведен в армейские капитаны, коему и быть при фельдъегерях»— Указ императора Павла I, от 10 декабря 1796 года.
В 1797 году, указом от 2 февраля, в связи с большим объёмом работы по обеспечению доставки важнейших правительственных документов по Российской империи и за её границы, а также выполнения многочисленных государственных поручений императора, численность личного состава корпуса была увеличена, до двух офицеров и 30 фельдъегерей. Корпус был укомплектован, методом отбора (знание иностранных языков и так далее), до положенного по штату количества военнослужащих за счёт личного состава преимущественно Кавалергардского полка, оставшиеся вакансии за счёт унтер-офицеров лейб-гвардии Измайловского, Преображенского и Семёновского полков Русской императорской гвардии.
В 1800 году опять численность была увеличена уже до 4 офицеров и 80 фельдъегерей.
В корпусе фельдъегерей в каждой из трёх рот было шесть субалтерн-офицеров на 80 курьеров.
После Февральской революции (переворота) 6 марта 1917 года Фельдъегерский корпус принес присягу на верность Временному правительству. Он практически в полном объёме продолжал выполнять все свои обязанности даже после событий октября 1917 года — вплоть до момента его официального расформирования в январе — мае 1918 года. Уволенные по сокращению штатов, частично его чины влились в ряды Белой и Красной армий, приняв участие в создании фельдъегерской связи антибольшевистских правительств и правительства большевиков. Летом 1918 года в Поволжье в составе Военного ведомства правительства Комитета членов Учредительного собрания был образован Отряд военных курьеров, обеспечивавших военно-курьерскую связь правительства и формируемой им Народной армии. Аналогичная структура в это же время была создана при штабе Сибирской армии так называемого Временного Сибирского правительства. Фельдъегерская служба была воссоздана принявшим на себя звание Верховного Правителя России адмиралом А. В. Колчаком, находясь в структуре штаба Восточного фронта и ставки Верховного Главнокомандующего, она обеспечивала связь между правительством в городе Омск и действующей армией, прекратив существование вместе с военным поражением Белого движения в 1922 году.

## Предназначение
Личный состав Фельдъегерского корпуса (фельдъегеря) обеспечивал надёжной курьерской связью Императора Всероссийского, других высоких особ и правительственных органов (доставку приказов, донесений, ценных бумаг, посылок, перевозку золота, больших сумм денег, доставку трофейных знамён, ключей от взятых городов), а также сопровождение и охрану высокопоставленных лиц. Комплектовался корпус из чинов Русской гвардии.
В царствование Императора Всероссийского Николая I на корпус было возложено сопровождение всех особо опасных государственных преступников к месту их заключения.

## Кандидаты корпуса
Желающие поступить в фельдъегерский корпус на службу назывались Кандидаты фельдъегерского корпуса. Они должны были выдержать экзамен по программе, установленной для вольноопределяющихся второго разряда, и, сверх того, из дисциплинарного устава и отдела военной администрации об устройстве войск. После успешной сдачи экзаменов Кандидаты фельдъегерского корпуса зачислялись в кандидаты на испытание. По прошествии шести месяцев им производился экзамен в знании инструкции фельдъегерям и почтовых постановлений Российской империи, имеющих отношение к фельдъегерской службе, и только выдержавшие этот экзамен могли быть представляемы к определению в фельдъегеря. Кандидаты фельдъегерского корпуса во всё время прохождения испытания были обязаны носить форменную одежду, но не считались состоящими на военной службе в Вооружённых силах России и никакого довольствия от казны не получали.

## Служба
В поздний период, в Отдельный фельдъегерский корпус принимались желающие из почётных граждан и купцов, окончившие курс учебного заведения 3-го разряда и знающие один иностранный язык, в возрасте от 18 до 25 лет. После 6 месяцев испытания, во время службы, зачислялись в младшие фельдъегеря, которые пользовались правами нестроевых старшего разряда. Через год службы, при достойном исполнении своих обязанностей, могли быть назначены на должности старших фельдъегерей (производимы в старшие фельдъегеря), которые пользовались правами кандидатов на классную должность. В офицеры отдельного корпуса производились фельдъегеря по прослужении не менее 4 лет. Офицеры Отдельного фельдъегерского корпуса не могли быть переводимы в войска. Шесть лет службы в корпусе давали право на увольнение с чином XIV класса и на определение на должность по почтовому ведомству империи, а девять лет службы на увольнение с чином XII класса.

## Фельдъегерский корпус в филателии

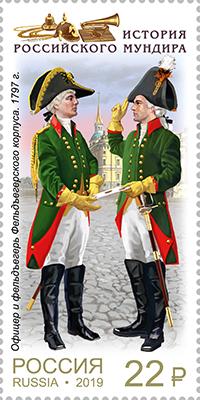
Офицер и фельдъегерь Фельдъегерского корпуса. 1797 год.
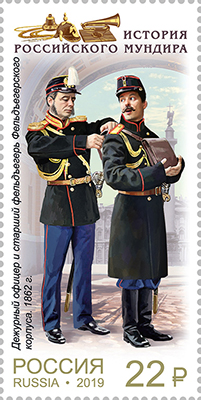
Дежурный офицер и старший фельдъегерь Фельдъегерского корпуса. 1862 год.